# یواس‌اس آشیل (ای‌آرال-۴۱)
یواس‌اس آشیل (ای‌آرال-۴۱) (به انگلیسی: USS Achilles (ARL-41)) یک کشتی بود که طول آن ۳۲۸ فوت (۱۰۰ متر) بود. این کشتی در سال ۱۹۴۲ ساخته شد.